# Sportåret 1790

## Händelser

### Bandy
- Okänt datum – En match spelas på Bury Fen nära Bluntisham i England.[1]

### Boxning

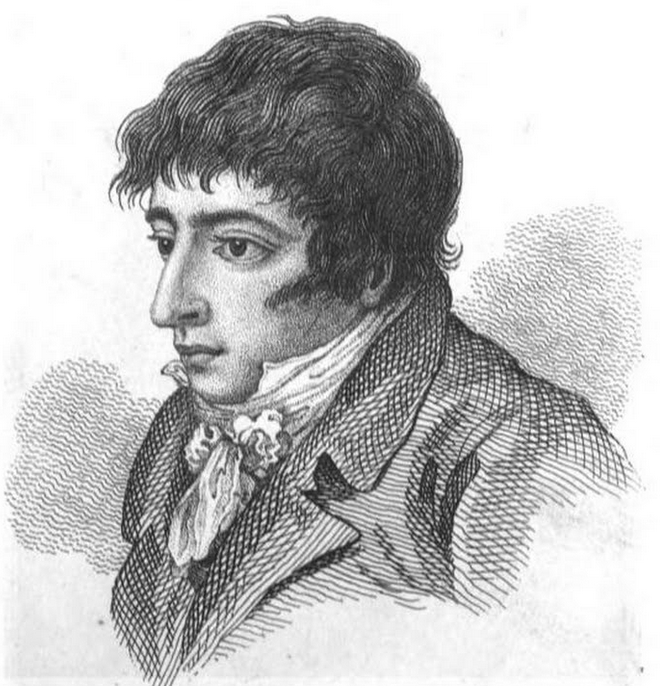
Daniel Mendoza.

- 30 augusti – Ben Brain möter William Hooper i Chapel Row Level. Matchen varar i tre och en halv timme över 180 ronder och slutar oavgjord.[2]

- 29 september – Daniel Mendoza besegrar Richard Humphries i Doncaster. Matchen varar i en timme och tre minuter över 72 ronder.[3]

- Okänt datum
  - Tom Johnson drar sig tillbaka och ger därmed upp sin engelska mästerskapstitel i tungvikt. Senare samma år gör han comeback och gör anspråk på titeln igen.[4]
  - George Meggs besegrar Joe Ward.[5]

### Cricket
- Okänt datum – Hampshire CCC, även känd som Hambledon Club, vinner County Championship (en inofficiell titel fram till 1890, då de första officiella mästarna koras).